# Трифторид-оксид нептуния
Трифторид-оксид нептуния — неорганическое соединение,
оксосоль нептуния и плавиковой кислоты
с формулой NpOF3,
зелёные кристаллы,
образует кристаллогидраты.

## Получение
- Реакция оксида нептуния(V) и фтористого водорода:

{\displaystyle {\mathsf {Np_{2}O_{5}+6HF\ {\xrightarrow {40-60^{o}C}}\ 2NpOF_{3}+3H_{2}O}}}

## Физические свойства
Трифторид-оксид нептуния образует зелёные кристаллы
тригональной сингонии,

параметры ячейки a = 0,4195 нм, c = 1,5799 нм, Z = 3.
Образует кристаллогидрат переменного состава NpOF3•x H2O, где 1 < x < 2.